# Polyxenus lapidicola
Polyxenus lapidicola är en mångfotingart som beskrevs av Filippo Silvestri 1903. Polyxenus lapidicola ingår i släktet Polyxenus och familjen penseldubbelfotingar. Inga underarter finns listade i Catalogue of Life.